# 米爾頓鎮區 (北卡羅萊納州卡斯韋爾縣)
米爾頓鎮區（英語：Milton Township）是位於美國北卡羅萊納州卡斯韋爾縣的一個鎮區。

## 地方資料
米爾頓鎮區的面積為108.77平方千米，皆為陸地。根據2020年美國人口普查的數據，當地共有人口2141人，而人口密度為每平方千米19.68人。